# 安田彰
安田 彰（やすだ あきら）は、日本の電気工学者。工学博士(法政大学)。
法政大学理工学部電気電子工学科教授。

## 略歴
1986年 - 法政大学工学部卒業。
1988年 - 法政大学大学院工学研究科 電気工学博士前期修了。
1988年 - 株式会社東芝 総合研究所 電子機器研究所所員。
1990年 - 株式会社東芝 研究開発センター通信システム研究所所員。
1998年 - 株式会社東芝 東芝研究開発センター通信システム研究所 研究主務。
2000年 - 日本バーブラウン株式会社 開発本部デジタルオーディオデザイングループ。
2001年 - 法政大学工学部電気電子工学科助教授。
2008年 - 法政大学理工学部電気電子工学科教授。

## 著作等

### 単著
- 『電気工学ハンドブック』（オーム社、2011年）

### 共著
- 『ΔΣ型アナログ/デジタル変換器入門』（丸善、2007年）
- 『ハイレゾオーディオ技術読本』（オーム社、2014年）
- 『ΔΣ型アナログ/デジタル変換器入門 第2版』丸善出版、2019年）

### 論文
- 『A-1-12 高次ミスマッチシェーパーのノイズ低減法』（電子情報通信学会ソサイエティ大会講演論文集、12-12、2003年）
- 『スペクトラムシェｰピング法を用いたD級増幅器』（電子情報通信学会技術研究報告、SIP、信号処理、104(364)、55-60、2004年）
- 『状態変数型位相補償回路の提案』（電気学会研究会資料、ECT、電子回路研究会、2005(1)、29-33、2005年）
- 『FIRフィルタを用いてクロックジッタと過剰ループ遅延の影響を抑えた連続時間型ΔΣ変調器の設計』（電気学会研究会資料、ECT、電子回路研究会、2013(56)、11-14、2013年）
- 『Realization of high precision multi-coils-motor』（2015 IEEE 2nd International Future Energy Electronics Conference、IFEEC、2015、2015年）など

## 受賞歴
- 株式会社東芝「東芝業務表彰（事業部 (場）長表彰」受賞（1996年）
- 電気学会「最優秀論文賞」受賞（2011年）
- 米国電気学会「IEEE CE Japan Chapter ICCE Young Scientist Award 2014」受賞（2014年）
- 日本電気学会「電気学会優秀論文発表A賞」受賞（2016年）

## 専門分野
- 電力工学
- 電子デバイス